# NGC 3012
NGC 3012 é uma galáxia elíptica (E) localizada na direcção da constelação de Leo Minor. Possui uma declinação de +34° 42' 53" e uma ascensão recta de 9 horas, 49 minutos e 52,0 segundos.
A galáxia NGC 3012 foi descoberta em 30 de Abril de 1862 por Heinrich Louis d'Arrest.